# 池尾和人
池尾 和人（いけお かずひと、1953年（昭和28年）1月12日 - 2021年（令和3年）2月21日）は、日本の経済学者。慶應義塾大学名誉教授。専門は、金融論・日本経済論。ミクロ経済学の視点からの金融論を分析した。
京都府出身。妻は池尾愛子早稲田大学教授。京都大学経済学部助教授、慶應義塾大学経済学部教授を経て、立正大学経済学部教授。日本債券信用銀行取締役、日本郵政公社理事などを歴任。

## 略歴
1953年、京都府京都市に生まれる。大阪府立高津高等学校を経て、1975年に京都大学経済学部卒業。一橋大学大学院経済学研究科修士課程修了を経て、1980年に同博士課程単位取得。1986年に京都大学経済学部助教授。1987年に経済学博士（京都大学）。1995年に慶應義塾大学経済学部教授。
日本経済学会理事、日本金融学会常任理事、日本ファイナンス学会理事(元会長)。財務省財政制度等審議会委員、経済産業省産業構造審議会委員、東京財団仮想制度研究所 (VCASI) フェローを務める。日本郵政公社時代、発足時より同公社社外非常勤理事を務めていた。
1990年代のバブル景気崩壊に伴う金融危機の際に政府審議委員のメンバーとして公的資金注入による不良債権処理の提言など金融システムの安定化に尽力、蔵相の諮問機関である金融制度調査会金融システム安定化委員会委員を務め金融危機の早期に米国の銀行規制ルールである早期是正措置を紹介、銀行監督制度として1998年4月から施行された。
座長を務める首相の諮問機関である経済審議会行動計画委員会・金融部会が1996年10月公表した作業部会報告書の内容を土台に第1次橋本内閣によって1996年（平成8年）11月より、1980年代英国の証券市場ビッグバンに名称を倣った金融システム改革、日本版金融ビッグバンが遂行された。
2008年6月の日銀政策委員会審議委員起用の人事案は国民新党が郵政民営化に関する意見の相違がある旨を民主党へ伝えたため見送られた。
2021年2月21日22時1分、がんのため、東京都内の自宅で死去。68歳没。

## 経歴
- 1971年3月 大阪府立高津高等学校卒業
- 1975年3月 京都大学経済学部卒業
- 1977年3月 一橋大学大学院経済学研究科修士課程修了
- 1980年3月 一橋大学大学院経済学研究科博士課程単位取得
  - 大学院では高須賀義博[16]、荒憲治郎の指導を受けた。
- 1980年4月 - 岡山大学経済学部助手
- 1983年4月 - 岡山大学経済学部講師
- 1984年4月 - 岡山大学経済学部助教授
- 1986年4月 - 1994年3月 京都大学経済学部助教授
- 1987年3月23日 京都大学より経済学博士の学位を取得（論題「日本の金融市場と組織 -金融のミクロ経済学-」）
- 1994年4月 - 1995年3月 慶應義塾大学経済学部助教授
- 1995年4月 - 慶應義塾大学経済学部教授
- 2000年9月 - 日本債券信用銀行取締役
- 2001年1月
  - 金融審議会委員
  - 財政制度等審議会委員
- 2001年10月 - 2003年3月 あおぞら銀行取締役
- 2001年10月 - 2003年9月 慶應義塾大学大学院経済学研究科学習指導委員
- 2002年6月 - 2004年5月 日本ファイナンス学会会長
- 2002年10月 - 産業構造審議会委員
- 2003年4月 - 2007年9月 日本郵政公社理事（非常勤）
- 2003年10月 - 2007年9月 慶應義塾大学大学院経済学研究科委員長
- 2008年12月 - 東京工業品取引所取締役
- 2014年 - 日本学術会議会員
- 2018年
  - 3月 - 慶應義塾大学定年退職
  - 4月 - 立正大学経済学部教授[17]
- 2021年2月21日 - 死去

## 主張
経済学について「経済学者であっても経済政策を語るときに、経済理論に基づいて本当に根拠を持って語れる部分というのは4割ぐらいで、科学としての経済学と言い切れる部分というのは4割ぐらいである」と主張している。

### 構造改革派
構造改革派であり、「貧者の共産主義という言葉があるけれども、金持ちだけがよりよい医療サービスを受けられるということを否定する価値観がある。日本はそれが強い」と述べ混合診療の解禁を主張している。また「供給構造を潜在的な需要構造に適合させる」ことを重視するいわゆるサプライサイド経済学者である。「解雇規制の緩和など硬直的な労働市場の改革が必要」との立場から労働市場の流動化に積極的である。
金融ビッグバンについて「1980年代には実施されているべきであり、米国の証券取引委員会、英国の証券投資委員会と比較して消費者・投資家の保護と公正取引の実現を図る制度設計が弱い」と述べている。
市場型金融に必要な情報インフラ、ガバナンス、法・規制システムの充実、間接金融中心の旧来の市場への市場型間接金融導入の提言など日本金融システムの現代化(モダニゼーション)の必要性を説いている。
郵政民営化について政府案と異なり郵貯・簡保に収益を依存しているにもかかわらず日本郵政公社法成立前に事業規模の維持を決議した結果赤字拡大をもたらすと警告、郵便事業組織の、信書市場の縮小とパーセル(小包)市場の拡大に合わせた国民の純便益が最大になるような規模・配置見直し・収益改善と効率化・民営化ならびに、国の財政赤字を国債引き受けでファイナンスしている郵貯・簡保が純粋な民営化を遂げ官から民へ資金の流れを戻すことは国の財政再建無しには不可能であり、融資業務のノウハウも無くオーバーバンキングである状況を鑑み、政府管理下への配置と国の財政再建後の縮小廃止を提唱、民営化という方向性は正しいが民営化・株式会社化は手段に過ぎず最も重要であるのは徹底した数量的検証と制度設計、ガバナンスの効いた組織編成であると述べている。

### 日本経済について
日本経済について「テストの点数にたとえれば40点しか取れなくなっている。体調を崩して40点しか取れないのではなく、もはや40点の実力しかない」と述べている。
日本経済の長期にわたる低迷の原因について「一つは少子高齢化が進んでいるという人口動態の問題であり、もう一つは1990年代以降の国際環境の変化に適合できないまま、20年も経っているということである」と述べている。
日本の経済政策について「国民はお上頼みをやめるべきだし、政府はできないことをできないとはっきり言うべきである。苦しくなっても政府は助けてくれないことを、国民にきちんと認識してもらうことが最大の政策である」と述べている。

### デフレーションについて
日本のデフレーションについて「（原因は）グローバル化や高齢化の時代に合う産業構造への転換ができていないことからである」「金融政策だけでデフレから脱却できるかのような議論については、信念を持って間違いだと主張したい」と述べている。
リフレーション政策について「需要不足を解消するために、まずデフレをとめよというのは、転倒したロジックに過ぎない」「実質金利を負にして無理矢理に投資を惹起し、当面の需要不足を緩和することになったとしても、効率性の低い資本設備を増大させ、過剰設備の問題を深刻化させることになる」と否定的な見解を示している。
「デフレは（不況の）症状であって原因ではない」との持論から、ベン・バーナンキの量的金融緩和政策の有効性を否定していた。

### 日本銀行について
中央銀行（日本銀行）について「政治が目標を決め、日銀（中央銀行）には目標達成の手段だけ独立性を持たせ、あとは日銀の責任だ、というのでは政治の責任を日銀に転嫁するご都合主義ではないか。中央銀行に高望みをしてはいけない。政治家の尻ぬぐいを全部やって経済を良くする奇跡を起こせる存在だとは全く思わない」と述べている。また「日銀が折に触れて主張してきていることと、私自身の考えのあいだには大きな違いがあるとは思わない」と述べている。また「中長期的には金利を正常化させることが重要」という白川方明元日銀総裁の金融政策哲学と考えが一致している。

## 著作

### 単著
- 『日本の金融市場と組織――金融のミクロ経済学』（東洋経済新報社, 1985年） ISBN 978-4-49-265075-2
- 『銀行リスクと規制の経済学――新しい銀行論の試み』（東洋経済新報社, 1990年） ISBN 978-4-49-268059-9
- 『金融産業への警告――金融システム再構築のために』（東洋経済新報社, 1995年） ISBN 978-4-49-265176-6
- 『現代の金融入門』（筑摩書房［ちくま新書］, 1996年） ISBN 978-4-48-005693-1
- 『銀行はなぜ変われないのか――日本経済の隘路』（中央公論新社, 2003年）電子書籍(アゴラブックス) ISBN 978-4-12-003388-9
- 『開発主義の暴走と保身――金融システムと平成経済』（NTT出版, 2006年） ISBN 978-4-75-714098-1
- 『現代の金融入門 [新版] 』――（筑摩書房［ちくま新書］, 2010年） ISBN 978-4-48-006529-2
- 『連続講義・デフレと経済政策ーーアベノミクスの経済分析』（日経BP社, 2013年） ISBN 978-4-8222-4965-6
- （池尾愛子監修）『池尾和人と語る』（文藝春秋, 2022年）

### 共著
- 『金融』（有斐閣, 1987年/新版, 1993年） ISBN 978-4-64-105952-8
- （金子隆・鹿野嘉昭）『ゼミナール現代の銀行』（東洋経済新報社, 1993年） ISBN 978-4-49-272065-3
- （黄圭燦・飯島高雄）『日韓経済システムの比較制度分析――経済発展と開発主義のわな』（日本経済新聞社, 2001年） ISBN 978-4-53-213219-4
- （池田信夫）『なぜ世界は不況に陥ったのか』 （日経BP社, 2009年） ISBN 978-4-82-224723-2

### 編著
- 『入門金融論』（ダイヤモンド社, 2004年） ISBN 978-4-47-821044-4

### 共編著
- （貝塚啓明）『シリーズ現代金融(2)金融理論と制度改革』（有斐閣, 1992年） ISBN 978-4-64-105357-1
- （堀内昭義）『日本の産業システム(9)金融サービス』（NTT出版, 2004年） ISBN 978-4-75-712108-9
- （財務省財務総合政策研究所）『市場型間接金融の経済分析』（日本評論社, 2006年） ISBN 978-4-53-555486-3
- （大野早苗）『コモディティ市場と投資戦略』（勁草書房, 2014年）
- （幸田博人）『日本経済再生25年の計 : 金融・資本市場の新見取り図』（日本経済新聞出版社, 2017年） ISBN 978-4532357320

## 受賞
- 第1回全国銀行学術研究振興財団賞、1995
- 義塾賞、1995